# Mount Moa
Mount Moa ist ein über 2000 m hoher Berg in der antarktischen Ross Dependency. Am nördlichen Ende der Churchill Mountains ragt er oberhalb des Kiwi-Pass am südlichen Ende des Kent-Plateaus auf.
Das New Zealand Antarctic Place-Names Committee benannte ihn 2003 nach dem Moa, einer in Neuseeland beheimateten ausgestorbenen Laufvogelordnung.